# Heterolocha marginaria
Heterolocha marginaria är en fjärilsart som beskrevs av John Henry Leech 1897. Heterolocha marginaria ingår i släktet Heterolocha och familjen mätare. Inga underarter finns listade i Catalogue of Life.